# Aeroportul Kingscote
Aeroportul Kingscote (IATA: KGC, ICAO: YKSC) este un aeroport din Australia de Sud, Australia ce deservește zona Kangaroo Island⁠(d). Aeroportul a fost tranzitat în 2022 de 15.236 de pasageri.
Situat la o altitudine de 7 m, aeroportul dispune de o singură pistă. Este operat de Kangaroo Island Council⁠(d).